# Лунджешть (Вилча)
Лунджешть, Лунджешті (рум. Lungești) — село у повіті Вилча в Румунії. Входить до складу комуни Лунджешть.
Село розташоване на відстані 151 км на захід від Бухареста, 60 км на південь від Римніку-Вилчі, 41 км на північний схід від Крайови.

## Населення
За даними перепису населення 2002 року у селі проживали 1219 осіб, з них 1213 осіб (99,5%) румунів. Рідною мовою 1218 осіб (99,9%) назвали румунську.